# Kasatochi
De Kasatochi (of Qanan-tanax̂ in het Aleoetisch) is een 314 meter hoge actieve stratovulkaan en vormt een vulkaaneiland dat behoort tot de Andreanofeilanden, die onderdeel vormen van de Aleoeten, een eilandengroep ten westen van het Amerikaanse Alaska.
Het eiland heeft een oppervlakte 5,051 km² en in de vulkaankrater ligt een kratermeer met een doorsnede van 0,8 kilometer. Kasatochi is onbewoond.
In de nacht van 7 op 8 augustus 2008 begon de vulkaan as te spuwen. De aswolk die zo ontstond had een gemiddelde hoogte rond 10,7 kilometer en reikte op zijn hoogtepunt zelfs tot 13,7 kilometer. De laatste bewezen vulkanische activiteit voerde terug tot 1899, maar waarschijnlijk betrof het daarbij geen eruptie. Twee biologen van de United States Fish and Wildlife Service die zich op het eiland begaven, moesten halsoverkop het eiland verlaten. Voor het naburige bewoonde eiland Adak Island werd een waarschuwing voor het vallen van as uitgevaardigd. Bij de uitbarsting kwam een grote hoeveelheid zwaveldioxide (SO2) vrij. Op 9 augustus werd in het gebied een aardbeving met een kracht van 5,4 op de schaal van Richter gemeten door zowel het Alaska Volcano Observatory (AVO) en het Alaska Tsnunami Warning Center.
Het vulkaanstof dat door de vulkaan in de stratosfeer werd geblazen en westwaarts werd geblazen, werd door het KNMI voor het eerst op 16 augustus in Nederland gemeten. Het vulkaanstof zou daarbij, gelijk bij de uitbarsting van de Pinatubo in 1991, zorgen voor een rode schemergloed.